# Hal Conklin
Hal Conklin est un scénariste et acteur né le 16 août 1903 décédé en mars 1979 à New York (États-Unis).

## Filmographie

### comme Scénariste
- 1922 : Penny Ante
- 1922 : The News Maker
- 1922 : The Fake Quake
- 1922 : Watch Your Wallet
- 1922 : Friday, the Thirteenth
- 1922 : A Bottle Baby
- 1922 : A Panicky Pullman
- 1922 : A Golf Insect
- 1922 : Society Sailors
- 1922 : Loose Nuts
- 1923 : Just Like a Woman
- 1923 : Le Héros de l'Alaska (The Soilers)
- 1924 : Brothers Under the Chin
- 1924 : Drame au bureau de poste (Postage Due)
- 1924 : All Night Long
- 1926 : Don Key (Son of Burro)
- 1926 : Plein les bottes (Tramp, Tramp, Tramp)
- 1926 : L'Athlète incomplet (The Strong Man) de Frank Capra
- 1927 : Arizona Nights
- 1928 : Tragédie Foraine (The Spieler) de Tay Garnett
- 1931 : The Big Shot de Ralph Murphy et Edward Sedgwick
- 1932 : The Silver Lining d'Alan Crosland

### comme acteur
- 1940 : Panama Hattie (comédie musicale)
- 1948 : Shades of Gray
- 1955 : La police était au rendez-vous (Six Bridges to Cross) : l'avocat de Jerry